# Craig (Iowa)
Craig – miasto w Stanach Zjednoczonych, w stanie Iowa, w hrabstwie Plymouth. 

## Demografia
Zgodnie ze spisem statystycznym z 2000 roku, miasto liczyło 102 mieszkańców. W 2023 roku liczba mieszkańców spadła do 76 osób, a gęstość zaludnienia do 380 osób/km².